# Atlantiska

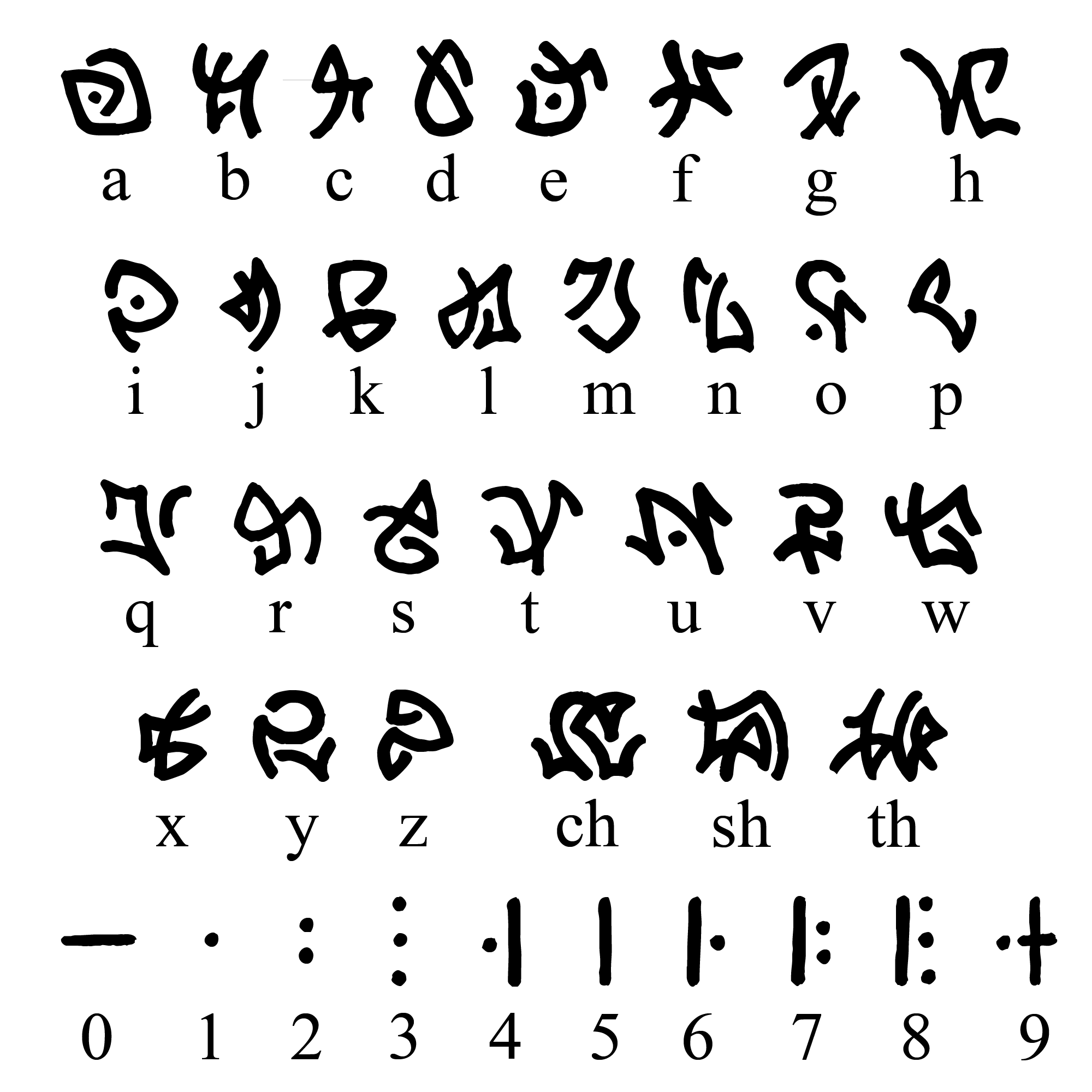
Altantiska bokstäver och siffror.

Atlantiska är ett konstgjort språk skapat av Marc Okrand för Disney-filmen Atlantis - En försvunnen värld. Språket talas på den sjunkna kontinenten Atlantis och är tänkt av föreställa ett urspråk (protospråk), det vill säga ett språk som alla andra språk utvecklats ur. Den största inspirationen är därför protoindoeuropeiska varifrån Okrand lånat ordrötter och böjt efter atlantisk grammatik. En annan inspirationskälla var protosinotibetanska.
Atlantiskan har ett eget skriftspråk som dock inte uppfanns av Okrand, utan av någon Disney-tecknare. Skriftspråket använder sig av bustrofedonskrift, det vill säga att raderna läses växelvis från vänster och höger. Om man börjar att läsa första raden från vänster fortsätter man att läsa nästa rad från höger och så vidare.